# Ilta-Sanomat
Ilta-Sanomat (deutsch: Abendnachrichten) ist die größte finnische Boulevardzeitung und gemessen an ihrer Auflage zweitgrößte Zeitung des Landes. Ihre Auflage betrug im Jahr 2000 knapp 215.000, ist in den letzten Jahren allerdings rückläufig und belief sich 2013 nur noch auf rund 118.358 Exemplare. Die 1932 gegründete Zeitung mit Sitz in Helsinki versteht sich als überparteiliches Medium und gehört dem Medienkonzern Sanoma an.